# JoJo's Bizarre Adventure (computerspel)
JoJo's Bizarre Adventure (Japans: ジョジョの奇妙な冒険; JoJo no Kiimyo na Bouken) is een videospel dat werd ontwikkeld en uitgegeven door Capcom. Het spel is ontwikkeld door hetzelfde team dat ook Street Fighter III ontwikkelde. Het spel kwam in 1998 uit als arcadespel. Een jaar later kwam een versie uit voor de Sony PlayStation en de Sega Dreamcast. In 2012 kwam het spel ook uit voor de PlayStation Network en de Xbox Live Arcade. Het spel is een 2d vechtspel dat is gebaseerd op de Japanse manga/anime JoJo's Bizarre Adventure. De speler speelt in het spel Jotaro "JoJo" Kujo en moet zich vechten naar de vampier Dio Brando om zo de wereld te redden.

## Platforms
| Jaar | Platform                              |
| ---- | ------------------------------------- |
| 1998 | Arcade                                |
| 1999 | Dreamcast, Play Station               |
| 2012 | PlayStation Network, Xbox Live Arcade |

## Ontvangst
| Beoordeeld door     | Jaar | Platform    | Score |
| ------------------- | ---- | ----------- | ----- |
| Eurogamer.net (UK)  | 2000 | Dreamcast   | 80%   |
| GameSpot            | 1999 | PlayStation | 80%   |
| Meristation         | 2000 | PlayStation | 80%   |
| Consoles Plus       | 2000 | Dreamcast   | 75%   |
| Planet Dreamcast    | 2000 | Dreamcast   | 75%   |
| DC-UK               | 2000 | Dreamcast   | 71%   |
| NowGamer            | 2000 | PlayStation | 70%   |
| IGN                 | 2000 | PlayStation | 70%   |
| Retrogaming History | 2010 | Dreamcast   | 70%   |
| GamePro (US)        | 2000 | Dreamcast   | 70%   |